# Selaginella caudata
Selaginella caudata är en mosslummerväxtart som först beskrevs av Nicaise Auguste Desvaux, och fick sitt nu gällande namn av Antoine Frédéric Spring. Selaginella caudata ingår i släktet mosslumrar, och familjen mosslummerväxter. Utöver nominatformen finns också underarten S. c. commersonii.